# Attentat de la rue Saint-Nicaise
L’attentat de la rue Nicaise, également connu sous le nom de « conspiration de la machine infernale », est un attentat, qui a eu lieu le 3 nivôse an IX (24 décembre 1800), à 20 h, dû à une conjuration royaliste, visant à assassiner Napoléon Bonaparte, Premier consul depuis le coup d'État du 18 brumaire, à Paris le 9 novembre 1799.
Ce projet, raté, survient peu après la conspiration des poignards du 18 vendémiaire an IX (10 octobre 1800) et représente l'un des nombreux complots royalistes de l'époque.

## Éponymie
Le nom de « conspiration de la machine infernale » fait référence à la révolte contre le gouvernement espagnol dans les Pays-Bas espagnols au XVIe siècle. En 1585, durant le siège d’Anvers par les Espagnols, un ingénieur italien au service de l'Espagne fabrique un engin explosif composé d’un tonneau lié avec des cercles de fer et rempli de poudre à canon, de matériaux inflammables, de clous de toutes les grosseurs, de balles de tous les calibres, allumé par une carabine à canon scié déclenchée à distance par une ficelle, qu’il qualifie de « machine infernale ».

## Les conspirateurs

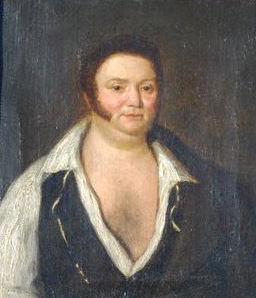
Portrait anonyme de Georges Cadoudal réalisé peu avant sa mort, 1804, musée de la Chouannerie, Plouharnel.

Devant les succès extérieurs de Bonaparte contre la Deuxième Coalition et l’affaiblissement de la cause royaliste dans les campagnes de l’Ouest, lassées de la guerre et satisfaites des mesures de conciliation du nouveau régime, qui a amnistié les rebelles qui déposent les armes, tout en organisant des colonnes mobiles qui mettent à mal la tactique de guérilla de la Chouannerie, les agents royalistes en France décident de déstabiliser le gouvernement en frappant à la tête. La tentative d’assassinat contre Bonaparte est planifiée par des Chouans bretons royalistes.
Dans l’Ouest, les différents chefs chouans et vendéens ont déposé les armes entre décembre 1799 et février 1800. Cependant, dans le Morbihan, Georges Cadoudal, général de l'armée catholique et royale de Bretagne a refusé toutes les propositions du Premier consul, y compris un grade de général de brigade dans l’armée républicaine, et continue de maintenir ses troupes sous les armes. En contact avec les Britanniques, il espère provoquer un débarquement en Bretagne afin de relancer la Chouannerie. Si aucune action d’envergure n’est menée, des violences et des exécutions sommaires continuent d’être commises par les deux camps. Joseph Fouché, ministre de la Police, tente alors de faire assassiner Georges Cadoudal. Dans les premiers jours de décembre, deux de ses agents, Gabriel-Antoine de Becdelièvre et Louis Lainé, sont capturés par les Chouans près de Sarzeau. Ils sont fouillés et du poison est découvert sur eux, Cadoudal les fait alors fusiller.
Le général chouan agit également de son côté et envoie plusieurs de ses officiers à Paris afin de trouver un moyen de se « défaire » de Bonaparte. Joseph Picot de Limoëlan, colonel ayant exercé divers commandements en Ille-et-Vilaine, Pierre Robinault de Saint-Régeant, colonel de la Légion de La Trinité-Porhoët, Édouard de La Haye-Saint-Hilaire et André Joyaut d’Assas sont chargés d’enlever ou de tuer le Premier consul.
À son tour, le groupe enrôle un « vieux » Chouan du nom de François-Joseph Carbon, « un homme trapu avec une barbe blonde et une cicatrice au sourcil », qui a combattu dans le Maine sous le commandement de Louis de Bourmont.
Le 19 juin 1800, Georges Cadoudal prévient le gouvernement britannique, de l’organisation d’un « coup essentiel » à Paris :

« Le Premier Consul y arrive au premier jour. Il est de la plus haute importance de s’emparer le plus promptement possible de ce personnage. J’envoie à Paris pour savoir dans quelle position sont ceux qui sont chargés de cette opération. J’ai une soixantaine d’hommes de coups de mains que je leur propose. »

## Le déroulement

### Le complot

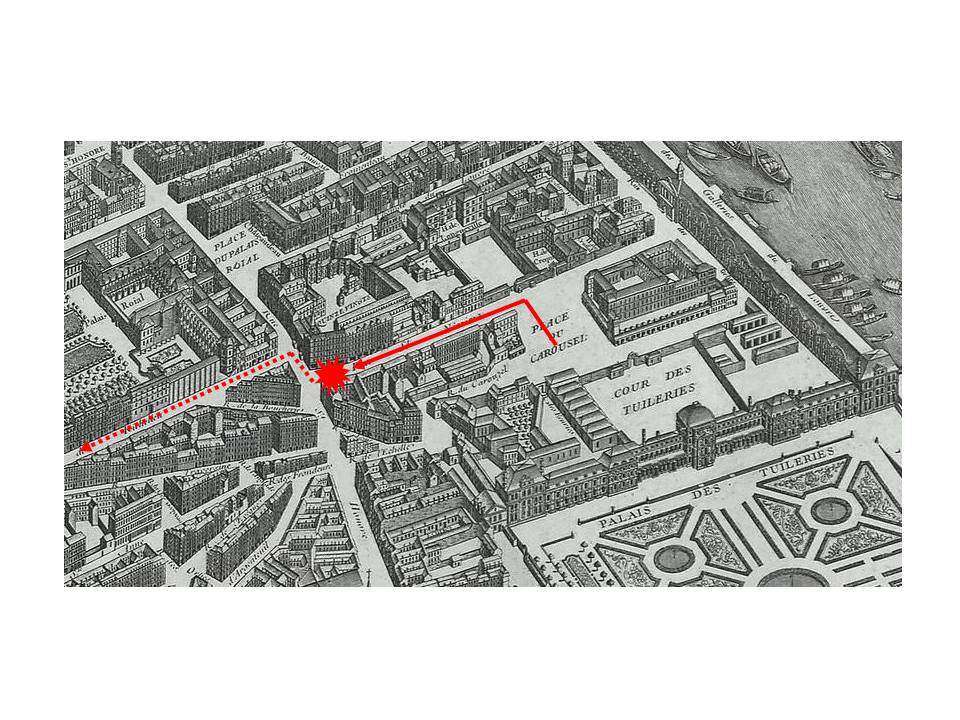
Le trajet du carrosse.

Le 26 frimaire an IX (17 décembre 1800), les Chouans Carbon, Limoëlan et Saint-Régeant achètent une charrette et un cheval à un négociant en grains parisien nommé Lambel. Carbon se présente comme un colporteur ayant acheté une provision de sucre brun qu’il doit transporter à Laval, afin de l’échanger contre du tissu ; pour y parvenir, il a besoin de la charrette et de la jument de Lambel. Lambel lui vend l’une et l’autre pour 200 francs. Carbon et ses compagnons les conduisent 19 rue de Paradis, près de Saint-Lazare, où ils ont loué un logement. Là, ils passent cinq jours à fixer un grand tonneau de vin à la charrette avec dix gros cercles en fer. L’idée est de remplir le tonneau de poudre, afin de le transformer en machine infernale et de le faire éclater sur le passage de Bonaparte, quand il se rend à l’Opéra.
Le 1er nivôse (22 décembre 1800), Saint-Régeant se rend sur la place du Carrousel à la recherche d’un emplacement pour la machine infernale. Il choisit un point dans la rue Nicaise, au nord du Palais des Tuileries, près de la rue Saint-Honoré, où Bonaparte a fait tirer au canon sur les rebelles royalistes lors de l'insurrection royaliste du 13 vendémiaire an IV, plus ou moins en face de l’actuelle place du Théâtre-Français. La rue de la Loi, qui mène à l'Opéra, en est presque la continuation. Saint-Régeant considère que l’endroit est idéal : après avoir positionné la charrette avec le tonneau rue Saint-Nicaise, l’un d’eux se posterait avant l'hôtel de Longueville, d’où il pourrait apercevoir le carrosse de Bonaparte, quand il sortirait des Tuileries, et faire le signal convenu à ses complices, qui n’auraient plus qu’à allumer la mèche.

### L'attentat
Le 3 nivôse an IX (24 décembre 1800), en fin d’après-midi, Carbon, celui qui a réalisé la « machine infernale », harnache la jument à la charrette bâchée et la conduit, avec Limoëlan, porte Saint-Denis, dans la banlieue nord de Paris. Dans un immeuble abandonné, les deux hommes chargent la poudre dans le tonneau, puis ils se rendent avec leur chargement rue Saint-Nicaise, au nord des Tuileries. Limoëlan traverse la place du Carrousel et rejoint son poste, d’où il pourra lancer à ses compagnons le signal convenu pour la mise à feu. Saint-Régeant avise une enfant de quatorze ans du nom de Marianne Peusol, dont la mère, une veuve marchande de petits pains, rue du Bac, l’envoyait en vendre dans les rues fortunées. Il lui donne douze sous pour tenir la jument quelques minutes.
À 19 h, inconscient du danger qui le menace, certain que sa police a neutralisé tous les complots contre sa personne, Bonaparte, détendu mais fatigué, se laisse convaincre par Joséphine à contrecœur, de se rendre à l’Opéra pour assister à la première représentation en France de l’oratorio Die Schöpfung (La Création) de Joseph Haydn (sur un texte traduit en français). L'opéra également nommé théâtre des Arts étant situé rue de la Loi, actuelle rue Richelieu, à l'emplacement de l'actuel square Louvois, le parcours empruntait, à partir de la place du Carrousel, la rue Saint-Nicaise (rue disparue entre la galerie au bord de l'eau et l'aile Richelieu construite sous le Second Empire), la rue Saint-Honoré puis la rue de la Loi. Le carrosse de Bonaparte est précédé par une escorte de cavaliers de la Garde consulaire. Le ministre de la Guerre Berthier, le général Lannes et Lauriston, aide-de-camp de Bonaparte, accompagnent le Premier consul. Se fondant sur leurs Mémoires, un psychologue français du XIXe siècle, Garnier, pense que, sur la route, Bonaparte, épuisé, s’est endormi. Un second carrosse emmène son épouse, sa belle-fille et sa sœur Caroline.
À propos de ce sommeil, Bonaparte aurait dit avoir fait un cauchemar, revivant la bataille du fleuve Tagliamento face aux Autrichiens, le 16 mars 1797. Pendant ce temps, le carrosse de Bonaparte, conduit par son cocher, César, légèrement alcoolisé, passe la rue Saint-Nicaise et entre dans la rue Saint-Honoré. Limoëlan, posté sur la place du Carrousel, panique et oublie de lancer le signal à Saint-Régeant, dans la rue Saint-Nicaise, qui perd ainsi une ou deux précieuses minutes. Quand le chef des grenadiers de la Garde de Bonaparte passe devant lui, Saint-Régeant allume la mèche et s’enfuit.
Une épouvantable explosion de poudre enflammée, mêlée de mitraille, ébranle tout le quartier, pulvérisant la petite Peusol et la jument. Au total, l’attentat fait 22 morts, 28 personnes grièvement blessées, 8 tuées sur le coup et une centaine de blessés, 46 maisons de la rue Saint-Nicaise sont détruites ou rendues inhabitables.

## L’enquête et la répression

### La répression du camp jacobin

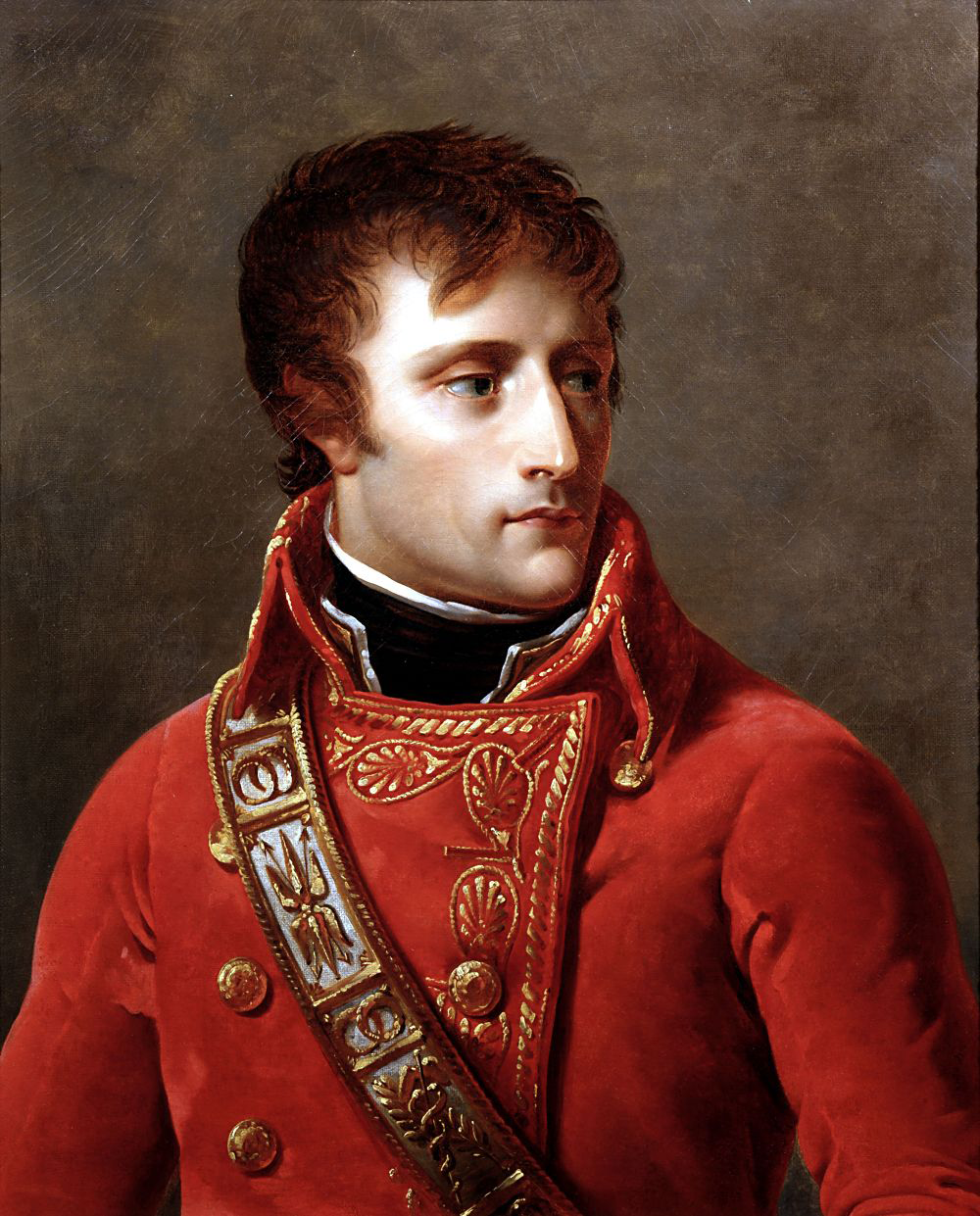
Napoléon Bonaparte, huile sur toile d'Antoine-Jean Gros, vers 1802.

L'enquête s'oriente dans un premier temps en direction des milieux des Jacobins « exclusifs », qui ont conservé une grande influence dans le faubourg Saint-Antoine. Les 16 (7) et 17 brumaire an IX (8 novembre 1800), la police parisienne a arrêté des conspirateurs jacobins, notamment Metge, un agitateur, et Chevalier, un chimiste.
Metge a publié un pamphlet intitulé Le Turc et le militaire français, dans lequel il compare Bonaparte au dictateur romain Jules César, assassiné par Marcus Brutus, et appelle à « la naissance de milliers de Brutus pour poignarder le tyran Bonaparte ». De son côté, Chevalier a expérimenté des explosifs dans un hangar, et on le soupçonne d'avoir fabriqué la bombe qui devait tuer Bonaparte. Cependant, la « machine infernale » qui a explosé un mois après dans la rue Saint-Nicaise n'est pas l'œuvre de Chevalier.
Miraculeusement rescapé, Bonaparte est lui-même convaincu, semble-t-il, que c'est dans le milieu jacobin, où l'on conteste le pouvoir personnel, qu'il faut chercher les auteurs de l'attentat. Le Premier consul ne décolère pas contre le ministre de la Police Joseph Fouché, qu'il soupçonne de vouloir protéger ses anciens amis jacobins. Mis sur la sellette, Fouché tient les Chouans pour responsables et poursuit les investigations dans cette direction,.

Furieux, Bonaparte affirme devant le conseil municipal : 

« J'ai été touché des preuves d’affection que le peuple de Paris m'a données dans cette circonstance. Je les mérite, parce que l'unique but de mes pensées, de mes actions, est d'accroître la prospérité et la gloire de la France. Tant que cette troupe de brigands s'est attaquée directement à moi, j'ai pu laisser aux lois le soin de les punir ; mais puisqu'ils viennent, par un crime sans exemple dans l'histoire, de mettre en danger une partie de la population de la capitale, la punition sera aussi prompte que terrible. Assurez en mon nom le peuple de Paris que cette poignée de scélérats, dont les crimes ont déshonoré, dont les crimes ont failli déshonorer la liberté, sera bientôt réduite à l’impuissance de nuire. »

 Bonaparte veut purger la France de l'opposition jacobine. Même après que la police de Fouché eut appréhendé les véritables coupables, il refusera de les gracier, insistant pour qu'ils soient tout de même déportés.
La répression frappe le camp jacobin, touchant jusqu'à la veuve de Marat. Une liste de 133 proscrits est établie. Quand la police de Fouché arrête Saint-Régeant et Carbon et établit que le complot de nivôse est l'œuvre des Chouans, il est trop tard. Le pardon est refusé car la proscription des Jacobins est un moyen de décapiter l'opposition de gauche. Par précaution, ils ne sont pas condamnés pour leur participation supposée dans l'affaire de la rue Saint-Nicaise, mais au nom du salut public. Toutefois, la mesure suscite l'opposition du Tribunat, qui y est farouchement hostile, et du Corps législatif, qui se montre peu enthousiaste.

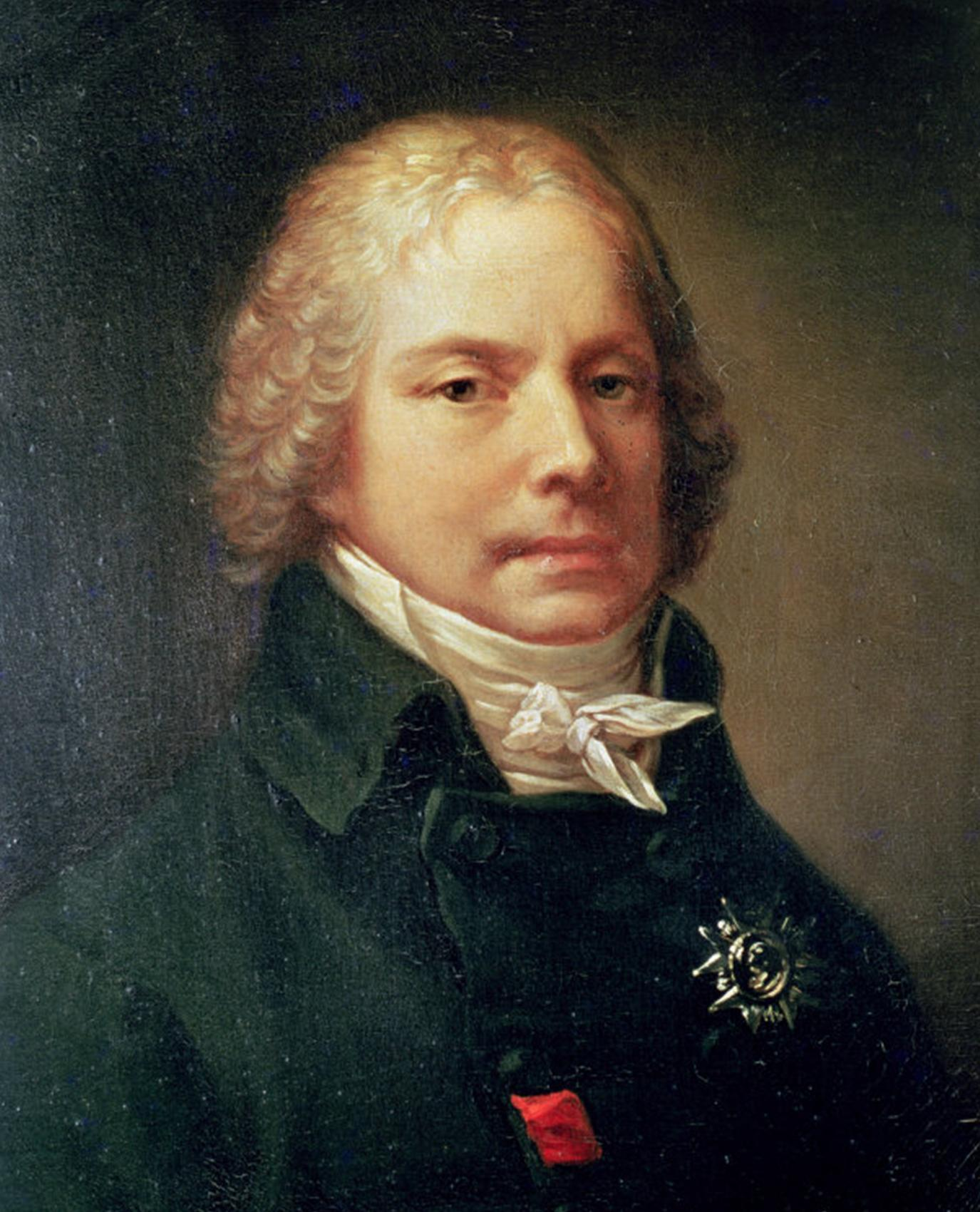
Talleyrand.

Talleyrand suggère alors de faire voter la mesure par le Sénat conservateur, assemblée plus docile dont les délibérations ont l'avantage d'avoir lieu à huis clos.
Le 14 nivôse an IX (4 janvier 1801), le Premier consul Bonaparte et ses deux collègues Cambacérès et Lebrun exilent 130 Jacobins. Le décret consulaire explique : « 130 citoyens dont les noms sont indiqués, suspects de porter une responsabilité partielle dans la tentative terroriste du 3 nivôse, l'explosion de la machine infernale, seront placés sous surveillance spéciale à l'extérieur du territoire européen de la République ». Le 15 nivôse (5 janvier 1801), le Sénat, docile, ratifie ce décret en votant un sénatus-consulte qui certifie que l'action des Consuls « a préservé la constitution ». Les 130 infortunés sont condamnés à la déportation sans procès ni pouvoir faire appel. Compris dans la liste des proscrits, Barthélémy Aréna et René-Pierre Choudieu parviennent à s'échapper.
71 militants révolutionnaires partent de Paris le 22 (12 janvier 1801) et le 26 nivôse (16 janvier 1801) en direction de Nantes. Sur les 39 hommes du premier convoi, un est gracié in extremis. Les 38 autres sont déportés vers les Seychelles à bord de la corvette La Flèche dans les premiers jours de pluviôse an IX (fin janvier 1801) ; les 32 hommes du second convoi montent à bord de la frégate La Chiffonne. Parmi ces hommes, on compte Mathurin Bouin, Fournier l’Américain ou Jean-Antoine Rossignol. Ils arrivent le , après 89 jours de traversée,.
Les soixante autres sont emprisonnés aux îles de Ré et d'Oléron et au fort de Joux, comme Félix Lepeletier, Charles de Hesse ou Michel-Louis Talot. À Oléron, ils retrouvent notamment les déportés babouvistes de l'an V (Blondeau, Buonarroti, Cazin, Germain, Moroy), transférés de Cherbourg en l'an VIII. Parmi eux, une quarantaine de Jacobins, comprenant 4 condamnés de la conjuration des Égaux, sont déportés en Guyane, notamment le général Argoud, Hugues Destrem, Étienne Michel et Jean-Louis-Marie Villain d'Aubigny. Embarqués à bord de La Cybèle à Rochefort le 11 ventôse an XII (2 mars 1804), ils arrivent à Cayenne le 20 germinal an XII (10 avril 1804).
À partir de là, la puissance de Bonaparte tolère de moins en moins de limites. Deux jours après, le 17 nivôse, il nomme André-François Miot, le futur comte de Melito, administrateur général des deux départements corses, le Golo et le Liamone, où les sentiments anti-bonapartistes sont très forts et où Bonaparte a suspendu la constitution.

### La découverte du complot royaliste

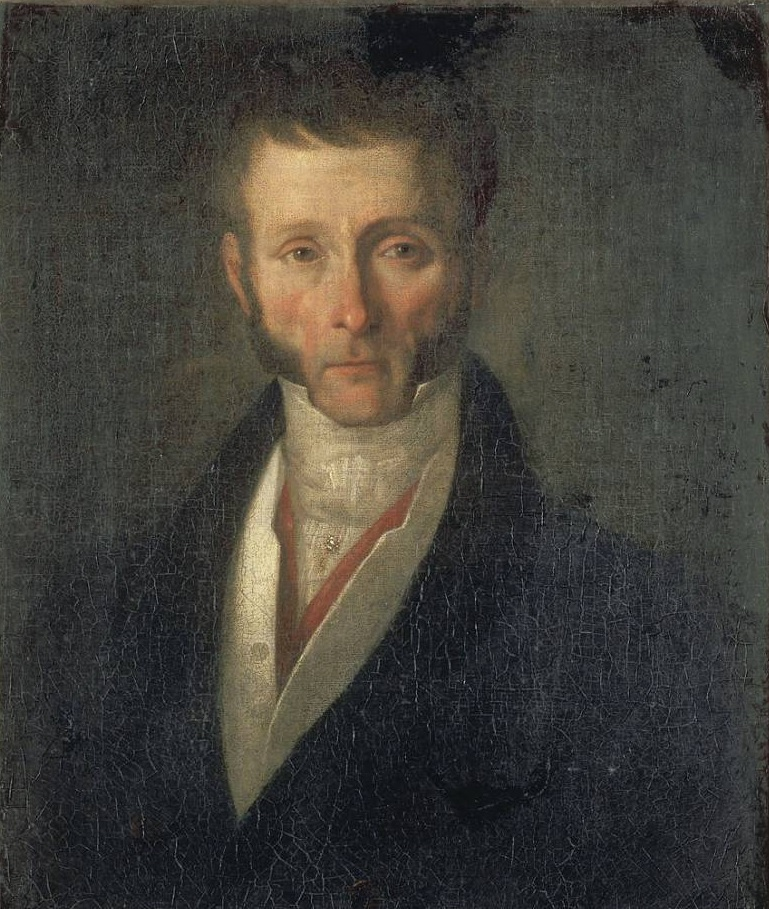
Joseph Fouché.

En étroite collaboration avec Fouché, Dubois, le préfet de police, fait rassembler par ses hommes les restes de la jument et de la charrette sur la scène de l’explosion. À partir de ces éléments, la police interroge tous les vendeurs de chevaux de la capitale. L’un d’eux donne la description de l’homme qui a acheté sa jument. Le 18 nivôse an IX (8 janvier 1801), quinze jours après l’explosion qui a manqué de tuer Bonaparte dans la rue Saint-Nicaise, Carbon, l’homme qui a fabriqué la bombe, est identifié par Lambel – l’homme qui lui a vendu (ou loué) la charrette – aussi bien que par le forgeron qui a changé un fer à un sabot de la jument. Fouché – qui a toujours été convaincu de l’innocence des Jacobins – apporte à Bonaparte la preuve indubitable que les conspirateurs sont des royalistes chouans, et non les Jacobins « exclusifs ». De même, Fouché montre à Bonaparte les éléments qui prouvent que la bombe fabriquée par Chevalier, qui avait été accusé par la police de Dubois d’être l’auteur de la « machine infernale », diffère de la bombe qui a explosé dans la rue Nicaise.
Le ministre de la Police, qui a comploté avec Talleyrand et Dominique Clément de Ris pour remplacer Bonaparte, apparaît désireux de prouver sa loyauté au Premier consul. Sa position est d’autant plus délicate que ses liens personnels avec le parti d’extrême gauche sont connus. Fouché veut prouver que ce sont les royalistes chouans, et non les Républicains « exclusifs », comme Bonaparte le pense, qui ont tenté de l’assassiner. Mais le Premier consul refuse d’écouter son ministre, déterminé qu’il est à se débarrasser des Jacobins. Le 19 nivôse, les quatre « conspirateurs des poignards » – le sculpteur Giuseppe Ceracchi, Joseph Antoine Aréna, le peintre François Topino-Lebrun et Dominique Demerville – sont déclarés coupables d’avoir comploté pour assassiner le Premier consul et condamnés à mort. Avec l’énergie du désespoir, ils protestent de leur innocence, affirmant que leurs confessions leur ont été arrachées sous la torture, mais personne ne les écoute. Bonaparte, qui a lui-même été un fervent Jacobin, considère ses anciens alliés comme ses seuls adversaires, refusant d’admettre que les royalistes, qu’il tente de rallier à lui par une politique de conciliation, veuillent l’assassiner. L’admettre reviendrait à remettre en cause sa politique. Au contraire, l’hypothèse jacobine va dans le sens du régime, qui avait déjà justifié le coup d'État du 18 Brumaire sur la crainte d’une supposée conspiration jacobine,,.
Bonaparte fait la sourde oreille, déterminé qu'il est d'en finir avec ses opposants :

« C'était un bon prétexte pour annihiler les derniers restes des factions violentes, mais une « purge » comme celles de Robespierre quand il envoya les « exagérés » à la guillotine, de la Convention quand elle condamna les complices du 1er prairial, du Directoire quand elle abattit Babeuf. Au fond, c'était la destruction progressive des Républicains actifs qui avait rendu possible le retour à l’ordre ; et là aussi Bonaparte continuait plutôt qu’il n’innovait. Quand leur petit nombre aurait disparu, nulle contre-attaque des Jacobins extrémistes ne serait plus à craindre. Il y aurait des complots royalistes, des complots militaires, des complots à l’intérieur du palais. Il n’y aurait plus aucune conspiration républicaine. »

Le 21 nivôse an IX (11 janvier 1801), l'infortuné chimiste Chevalier, qui n’a pas fabriqué la « machine infernale », est exécuté sur ordre du Premier consul. Le 28 nivôse, le véritable auteur de la bombe, Carbon, est arrêté. Sous la torture, il donne les noms de ses complices, Limoëlan et Saint-Régeant. Le 30 nivôse, quatre semaines après l’attentat, Bonaparte fait exécuter le pamphlétaire « exclusif » Metge et deux de ses amis, bien qu’il n’y ait aucune preuve que n’importe lequel d’entre eux ait été impliqué dans un complot contre lui.
Le 1er pluviôse an IX (21 janvier 1801), Bonaparte nomme le scientifique Jean-Antoine Chaptal au poste de ministre de l'Intérieur. Le 25 janvier, Saint-Régeant est arrêté par la police. Jugés du 30 mars au 3 avril, Saint-Régeant et Carbon sont condamnés à mort, les autres prévenus, qui avaient croisé leur route par hasard, ou n’avaient pas joué un rôle criminel, étant condamnés à de courtes peines de prison. Saint-Régeant et Carbon sont exécutés le 30 germinal en place de Grève, à Paris, là même où le « régicide » Damiens avait été exécuté en 1757. En revanche, Limoëlan parvient à s’échapper et passe aux États-Unis. Il a exprimé un sentiment de culpabilité au sujet de la mort de la jeune Peusol, qui tenait la bride de la jument. Limoëlan est ordonné prêtre en 1812 et meurt en 1826,.

## Répercussions
Conséquence de l’événement, le Premier consul retire le ministère de la Police à Fouché, qui a osé le contredire. La purge s’étend à l’architecte Leconte, qui est renvoyé pour un mot d’esprit sur la fragilité du régime.
De même, le 10 pluviôse an IX (30 janvier 1801), les quatre « conspirateurs des poignards » – Ceracchi, Aréna, Topino-Lebrun et Demerville – qui ont été déclarés coupables d’un complot visant à assassiner le Premier consul et condamnés à mort, sont guillotinés. Bonaparte pense ainsi être débarrassé de ses adversaires jacobins.
Leur mort, cependant, ne met pas un terme aux complots contre Bonaparte. Les royalistes restent déterminés à se débarrasser de lui, et il voit bientôt des comploteurs partout, en particulier en Corse. Roederer affirme que Napoléon lui aurait dit : « Si je meurs dans quatre ou cinq ans, la pendule sera terminée et marchera. Si je meurs avant, je ne sais pas ce qui arrivera. » Pour un biographe[Qui ?], cependant, la majorité des Français plaçaient de grandes espérances en lui et ont craint pour sa vie ; c’est cette crainte qui lui a permis de devenir Empereur des Français, trois ans après,,,,.
Une nouvelle conjuration royaliste est découverte à Paris en 1804, menée par Georges Cadoudal lui-même. Arrêté le 9 mars 1804, il reconnaît avoir été à l’origine de l’attentat contre Bonaparte mais affirme qu’il en désapprouva la méthode. Jugé, il est condamné à mort et guillotiné le 25 juin 1804 avec onze de ses hommes.

« J’avais envoyé, à Paris, quelques-uns de mes officiers pour se défaire de Bonaparte, parce que je croyais la mesure nécessaire ; mais je ne leur avais prescrit aucun moyen d’exécution. Ils ont choisi celui de l’explosion, elle était très blâmable puisqu’elle sacrifiait inutilement des innocents. Mais cette fois, mon projet était d’attaquer le Premier Consul à force ouverte et avec des armes égales à celles des gardes de son escorte. »

Par ailleurs, la découverte de l’origine royaliste du complot, avec la conjuration de Cadoudal, en mars 1804, aboutira à l’exécution sommaire du duc d'Enghien, dernier rejeton de la maison de Condé. Napoléon sort également de cet attentat convaincu de la nécessité d'instaurer une nouvelle légitimité monarchique : ce sera la cérémonie du sacre impérial le 2 décembre 1804.
Dans certains textes ou certains comptes-rendus effectués par les conseillers d’État (par exemple celui de Fourcroy, en janvier 1801, concernant la situation en Vendée), il est fait référence à cet attentat sous le terme de « complot du 3 Nivôse ».
Pour l’historien Thierry Lentz, le pouvoir du nouveau régime consulaire qui bénéficiera bientôt de la victoire remportée à Marengo sort finalement renforcé de ces événements qui marquent l’affaiblissement, tant des jacobins que du clan royaliste.

## Iconographie
L’attentat de la rue Nicaise a été commémoré par deux médailles à l’effigie du Premier Consul, l’une due au graveur et orfèvre français Henri Auguste, l’autre au graveur italien Luigi Manfredini. Des exemplaires en sont conservés au musée Carnavalet.